# Giovanni Cariani

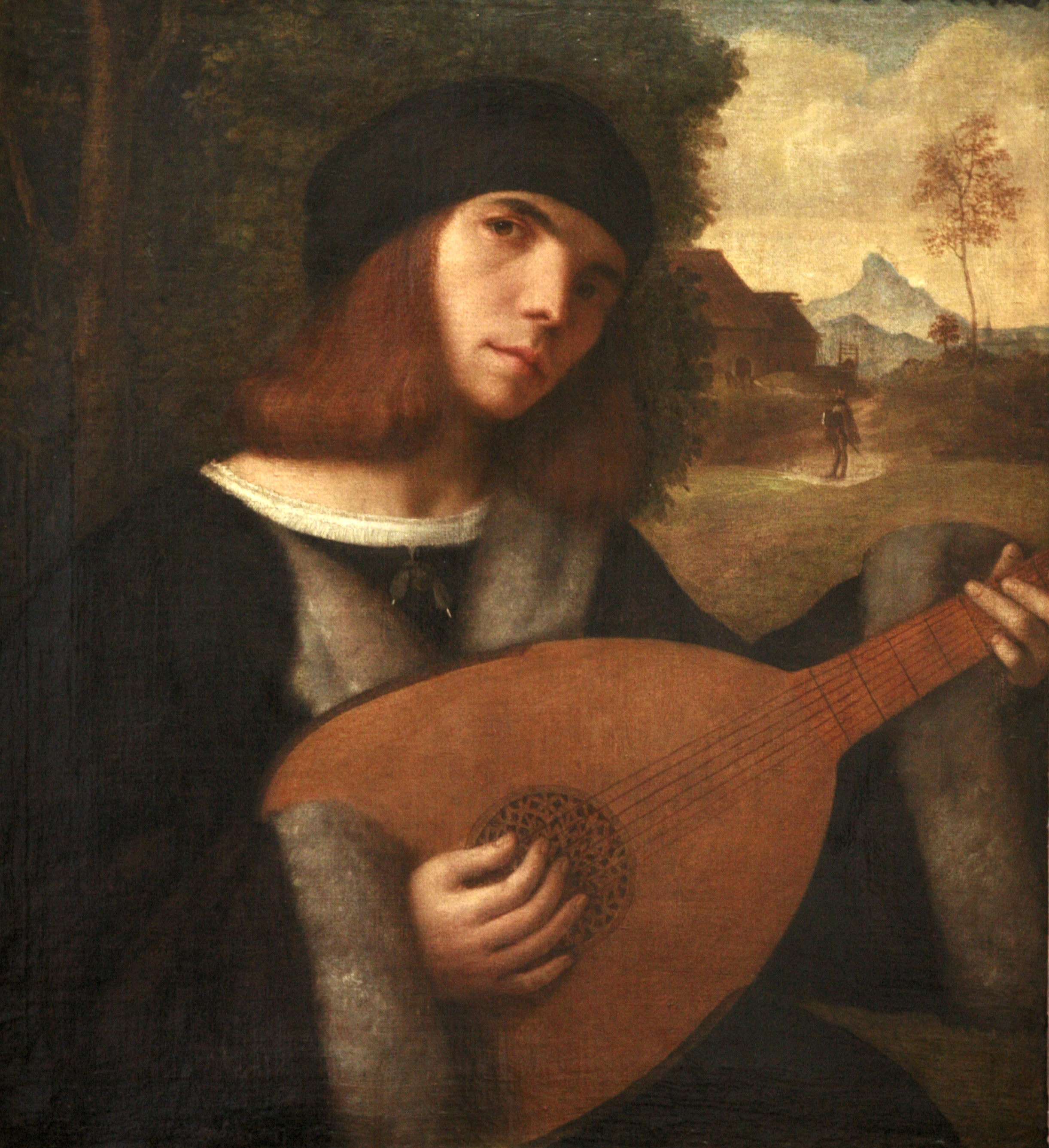
Cariani: Lautenspieler, ca. 1515, Musée des Beaux-Arts (Palais Rohan), Straßburg

Giovanni Cariani (* um 1485/90 in San Giovanni Bianco; † 26. November 1547 in Venedig; eigentlich Giovanni Busi) war ein italienischer Maler.

## Leben
Giovanni Cariani kam vermutlich in jungen Jahren nach Venedig, wo er 1509 erstmals erwähnt wurde. Über seine Ausbildung und frühen Jahre ist kaum etwas bekannt. Da die meisten seiner frühen Werke entweder verschollen oder bisher noch nicht identifiziert worden sind, kann man nur vermuten, dass er von einem oder mehreren venezianischen Meistern geschult worden ist. Das was sich erhalten hat, weist auf mannigfaltige Einflüsse hin. Eine Madonna mit den Tauben (heute im Dom von Bergamo) weist eindeutig in die Richtung des späten Giovanni Bellini. Eine Madonna mit dem Stifter (heute im Museum von Bergamo) steht deutlich unter dem Einfluss von Palma il Vecchio und Lorenzo Lotto und seine Sacra Conversazione (heute in der Accademia in Venedig) zeigt Anklänge an Sebastiano del Piombo. Ab 1515 ist dann eine verstärkte Hinwendung zu Giorgione zu erkennen, dessen Stil vorbildwirkend für die kommenden Schaffensjahre wurde. Aber auch Einflüsse von Tizian, Giulio Campagnola, Dosso Dossi und der nordischen Schulen fanden Eingang in seinen Werken.

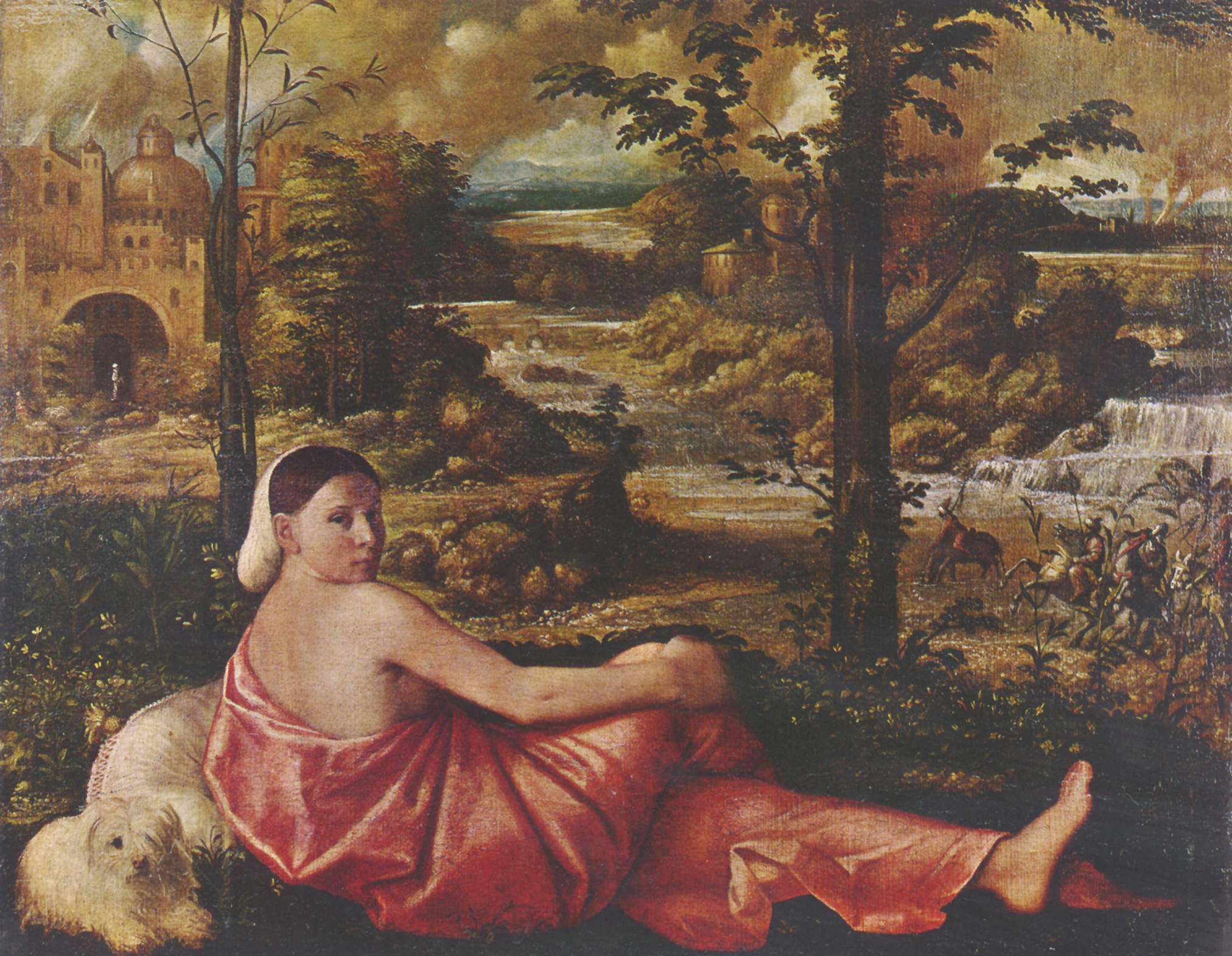
Ruhende Dame mit weißem Schoßhund in einer Landschaft, um 1520 – 1522, Gemäldegalerie, Berlin

Obwohl er Venedig schon früh als seinen Lebensraum gewählt hatte, blieb er seiner Heimat Bergamo verbunden. Gegen 1514 führte er für die Pfarrkirche von Lonno im Val Serianna seinen ersten bedeutenden Auftrag aus. Und auch in der Folgezeit werden verschiedene Aufenthalte in Bergamo vermutet. Ab 1517 war Cariani Mitglied der Malergilde von Venedig. Im gleichen Jahr befindet er sich abermals in Bergamo, wohin ihm seine Frau Joanna aus Venedig folgt. Dort nimmt er unter anderem den Auftrag für ein Altarbild (heute in Mailand, Brara) für die Kirche San Gottardo an. In den Folgejahren, die zu den fruchtbarsten seiner Karriere zählen, folgten weitere bedeutende Arbeiten, in denen er seinen Stil festigte und der mit dem Familienporträt Albini von 1519 seine volle Reife erreicht hatte. Im Dezember 1523 kehrte Cariani nach Venedig zurück, wo er sich erneut von der Farbgewalt Palmas inspirieren ließ und diese für seine Werke übernahm. In den nächsten Jahren zählte er zu den meistbeschäftigten und bedeutendsten Malern Venedigs, dessen Werke lange Zeit von gleichbleibend hoher Qualität blieben. Erst im letzten Lebensjahrzehnt begann seine Schaffenskraft sichtbar nachzulassen. Die verwendeten Farben wurden immer blasser und seine Figuren und Formen verharrten in immer gleich bleibenden Formen.
In den Jahren zwischen 1528 und 1532 ist Cariani in Veneto nicht dokumentiert. Dies lässt einige Forscher vermuten, dass er sich in dieser Zeit abermals in der Region Bergamo aufhielt. Da es dafür allerdings ebenfalls keine Belege gibt, muss diese Vermutung bis auf weiteres als Spekulation betrachtet werden. 1536 heiratete er mit Battistina ein weiteres Mal. Im gleichen Jahr starb auch sein Vater.
Cariani hinterließ ein umfangreiches Werk.

## Bildergalerie

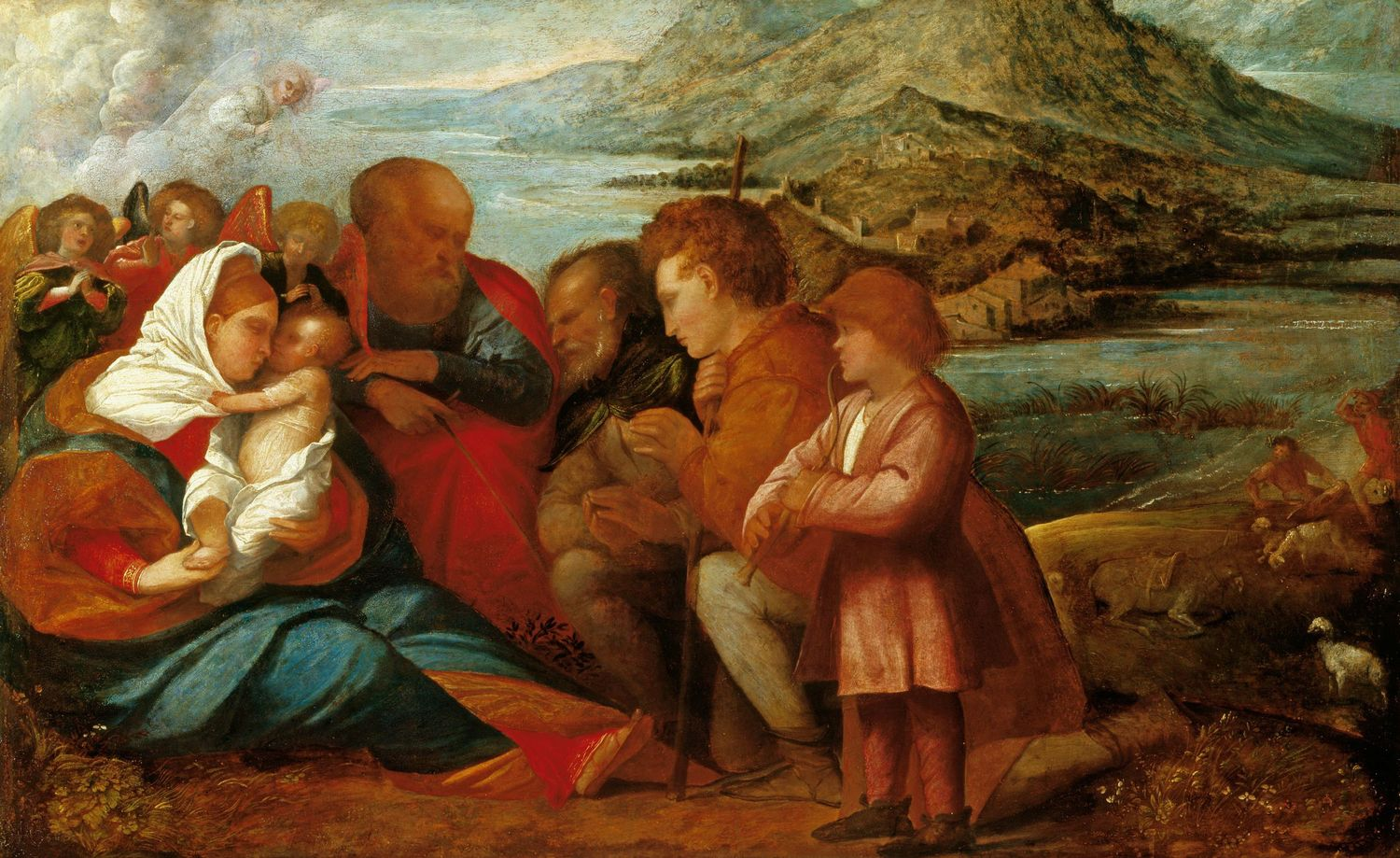
Anbetung der Hirten, ca. 1515–19, Royal Collection
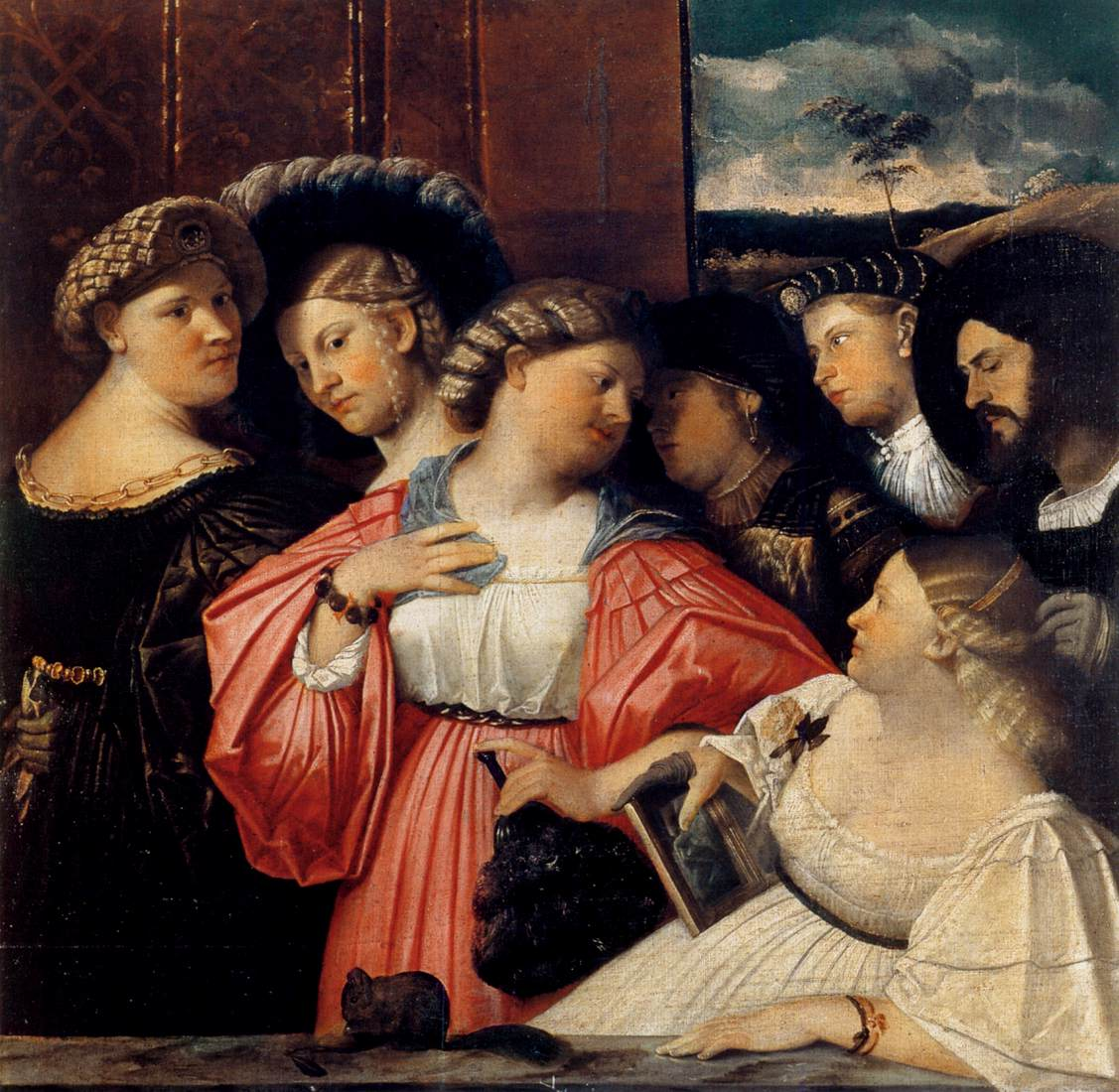
Die Familie Albani, 1519, Privatsammlung
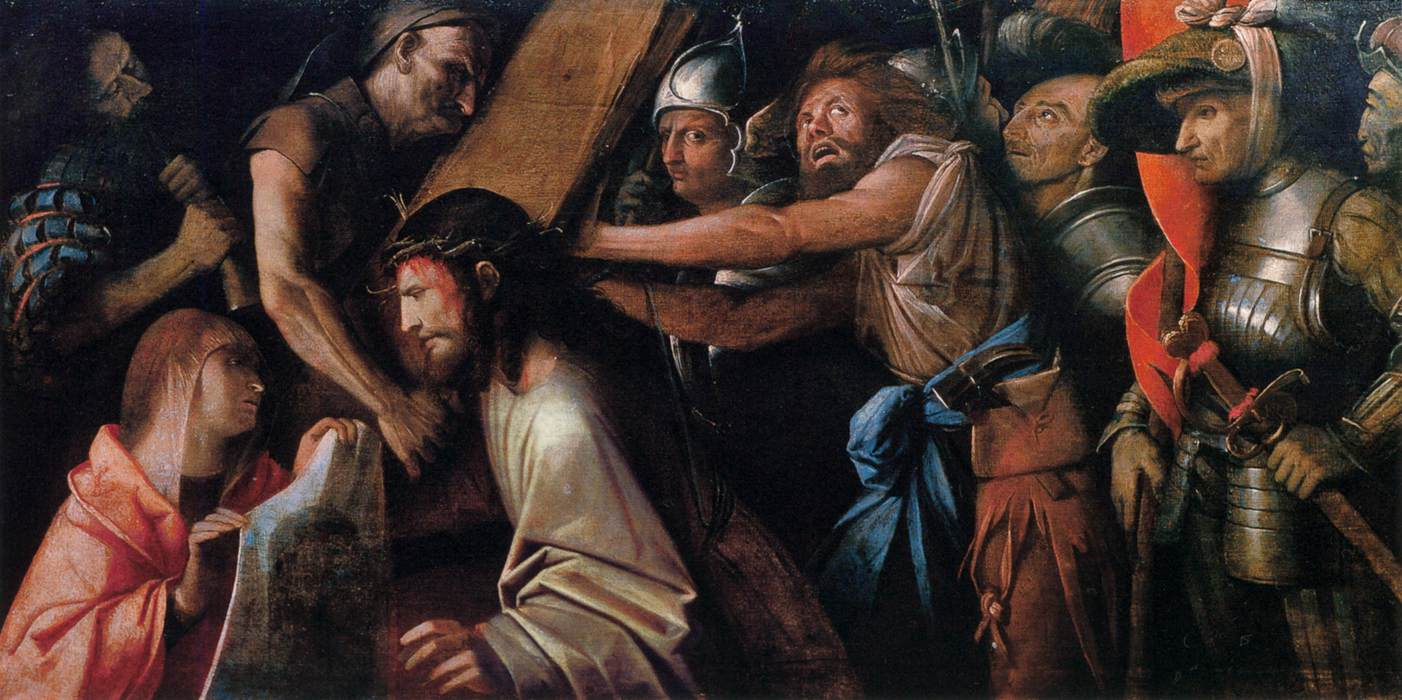
Gang zum Kalvarienberg mit der Hl. Veronika, 1523–25,  Pinacoteca Tosio Martinengo, Brescia
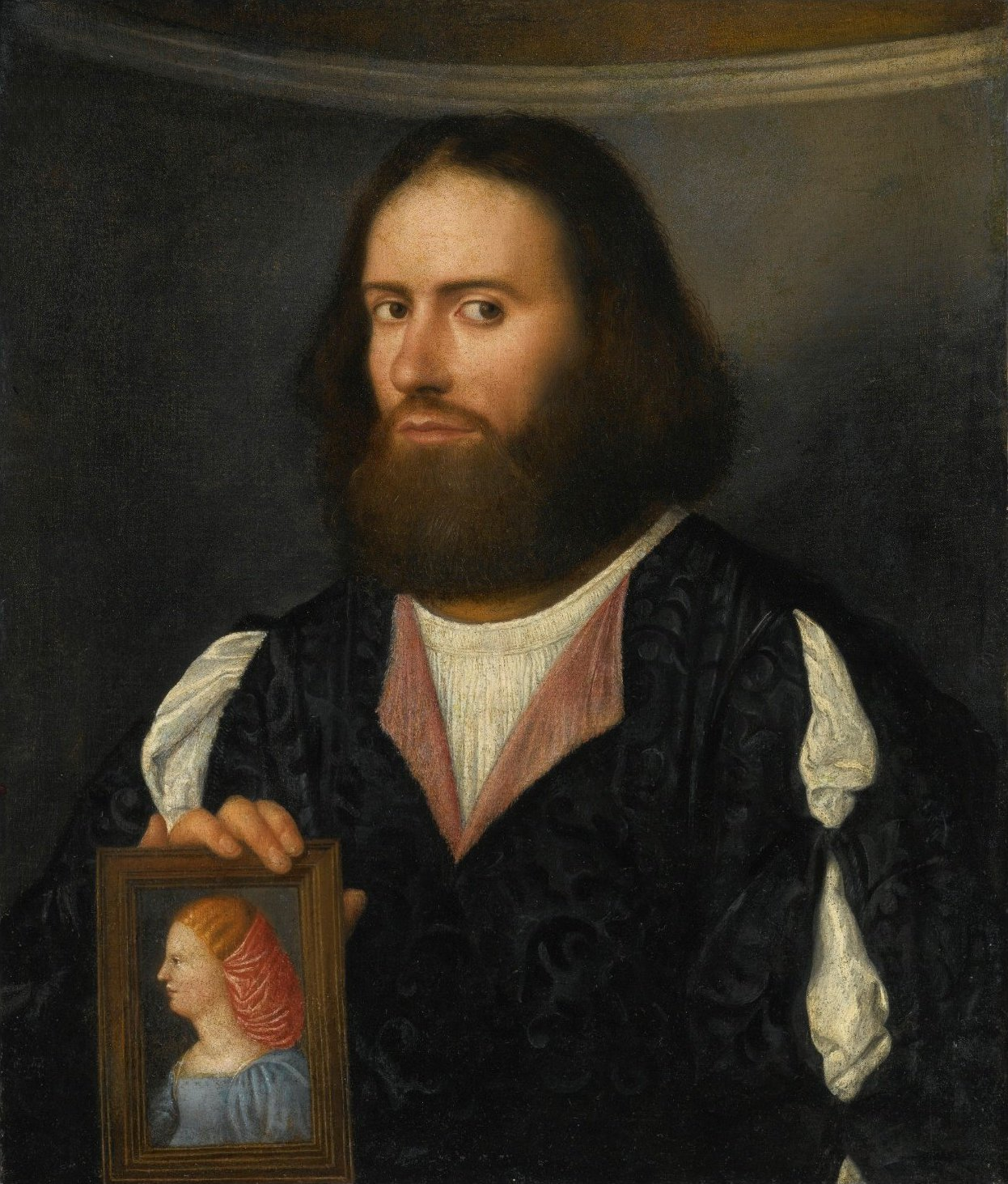
Porträt eines Mannes mit dem Bildnis einer Frau, Verbleib unbekannt
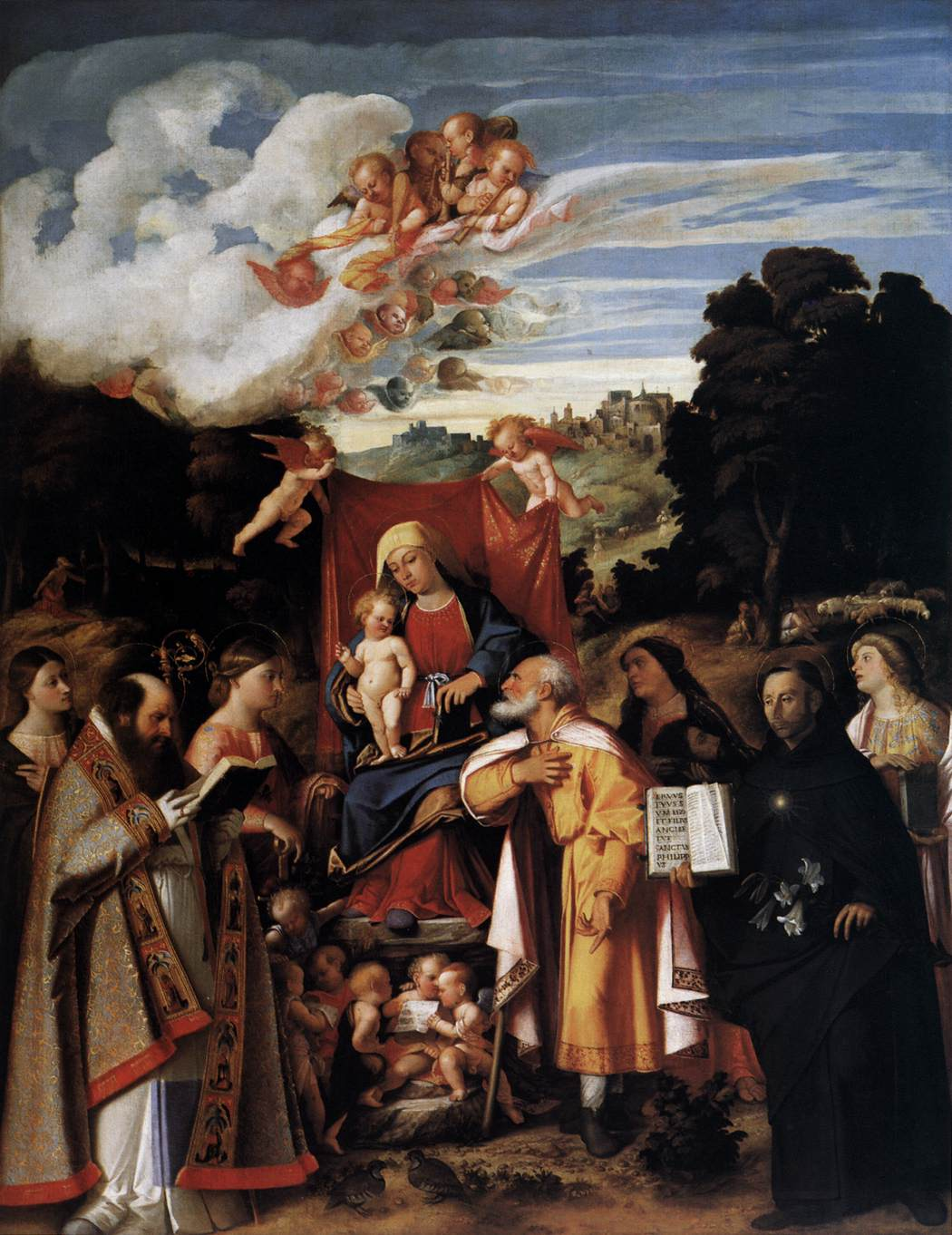
Thronende Madonna mit Engeln und Heiligen (Pala di San Gottardo), Pinacoteca di Brera, Mailand
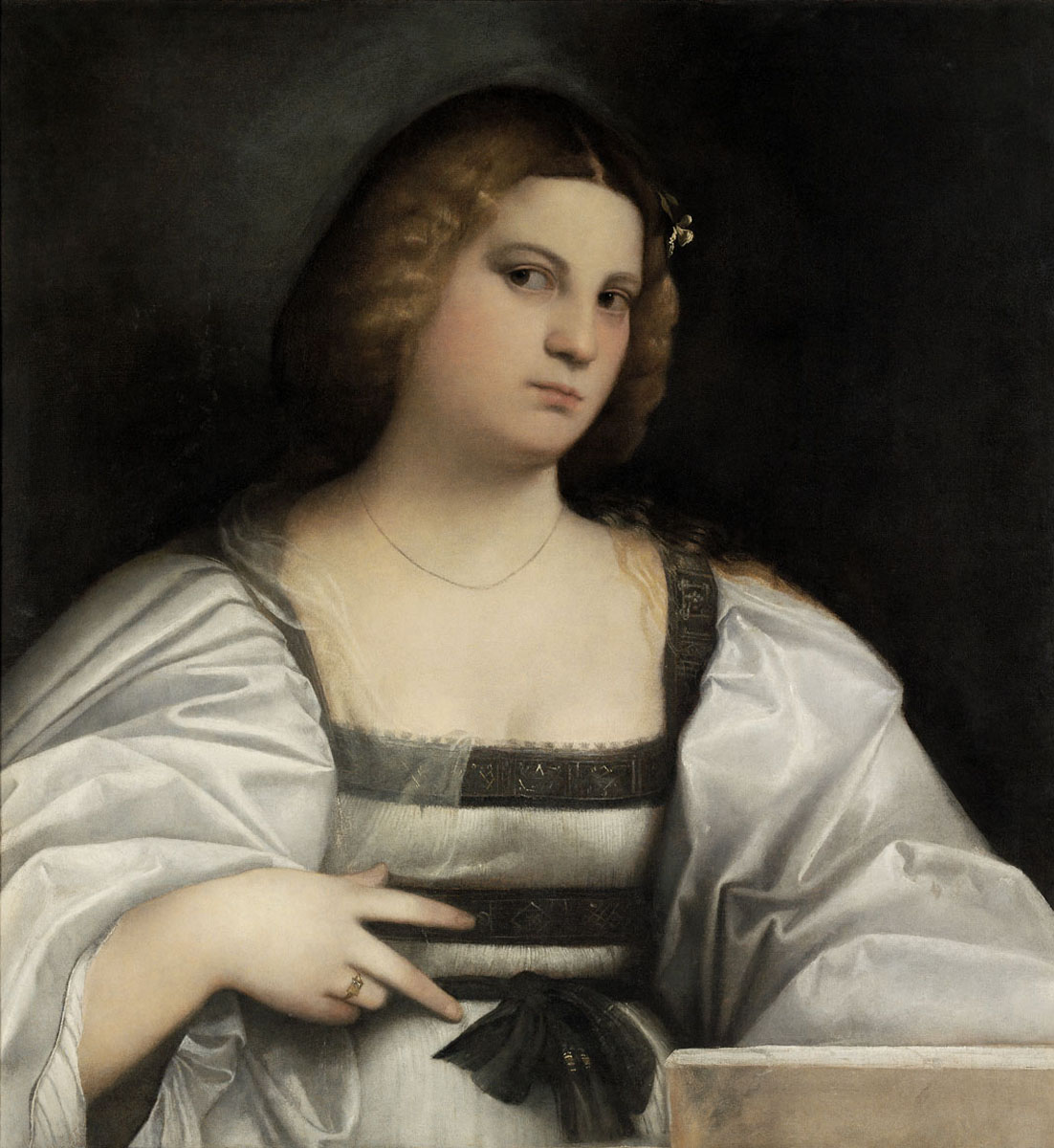
Dame in Weiß, Szépművészeti Múzeum, Budapest

## Werke
- Abano Terme
  - Die Heilige Familie mit einem Hirten.
- Amsterdam, Rijksmuseum
  - Bildnis eines Mannes.
- Bergamo, Accademia Carrara
  - Kreuztragender Christus. um 1510 – 1514
  - Die Flucht nach Ägypten. um 1518 – 1521
  - Bildnis des Giovanni Benedetto Caravaggi. um 1520
  - Bildnis einer Frau (La Schiavona). um 1520
  - Das Konzert.
  - Maria, das Kind säugend.
  - Maria mit dem Kinde und einem Stifter.
  - Bildnis eines bärtigen Mannes.
  - Bildnis eines Mannes mit großem Barett.
  - Bildnis eines Mannes vor dem Meer.
  - Sacra Conversazione;
  - Der heilige Stephanus.
  - Die Heilige Familie.
  - Die heilige Katharina.
- Bergamo, Duomo
  - Maria mit dem Kinde (Madonna mit den Tauben).
- Bergamo, Collezione Roncalli
  - Gruppenbild der Familie Albani. 1519
- Bergamo, Verschiedene Privatsammlungen
  - Kreuztragender Christus.
  - Christus mit vier Heiligen.
  - Judith.
  - Maria mit dem Kinde, den Heiligen Antonius Abate, Katharina und zwei Stiftern.
  - Maria mit dem Kinde, der heiligen Katharina und einem heiligen Bischof.
  - Die Heilige Familie mit der heiligen Anna.
- Berlin, Gemäldegalerie
  - Bildnis eines jungen Mannes. um 1514 – 1516
  - Die Anbetung der Hirten. um 1520
  - Bildnis eines Astronomen. um 1520
  - Ruhende junge Frau mit weißem Schoßhund in einer Landschaft. um 1520 – 1522
- ehemals Berlin, Kaiser-Friedrich-Museum
  - Die Anbetung der Hirten. (wahrscheinlich 1945 zerstört)
- Besançon, Musée des Beaux-Arts
  - Bildnis einer Frau.
- Bologna, Collezione privata
  - Maria mit dem kinde und den Heiligen Rochus und Johannes der Täufer.
- Brescia, Pinacoteca Tosio Martinengo
  - Die Kreuztragung Christi.
- Budapest, Szépmüvézeti Muzeum
  - Die Flucht nach Ägypten.
- Chioggia, San Giacomo
  - Der heilige Sebastian.
  - Der heilige Rochus. (Fragment)
- Dijon, Musée Magnin
  - Christus und die Ehebrecherin.
  - Geigenspieler.
- Dublin, National Gallery of Ireland
  - Maria mit dem Kinde und den Heiligen Johannes der Täufer und Hieronymus.
- Edinburgh, National Gallery of Scotland
  - Die heilige Agathe. um 1510
- Ferrara, Pinacoteca Nazzionale
  - Der Tribut des Cäsar.
- Greenville, Bob Jones University Museum & Gallery
  - Die Heilige Familie mit dem heiligen Johannes der Täufer. um 1518
- Hampton Court, Royal Collection
  - Die Anbetung der Hirten.
  - Nackte Frau in einer Landschaft.
- Houston, Museum of Fine Arts
  - Bildnis einer jungen Frau (Violante).
- Huntington, Huntington Museum of Art
  - Bildnis eines Mannes mit Hund.
- Klosterneuburg, Museum des Chorherrenstiftes
  - Die Verspottung Christi.
- Kreuzlingen, Sammlung Kisters
  - Bildnis des Pomponio Vecellio.
- La Spezia, Museo Civico Amedeo Lia
  - Die Grablegung Christi. um 1517/18
- London, National Gallery
  - Bildnis eines Mitglieds der Familie Albani (Francesco Albani?). um 1517 – 1520
  - Die Heilige Familie mit der heiligen Lucia, einer weiteren Heiligen und einem Stifter. um 1540 (zugeschrieben)
- Los Angeles, J. Paul Getty Museum
  - Bildnis eines Edelmanns.
- Mailand, Castello Sforzesco
  - Loth und seine Töchter.
  - Bildnis einer Frau. (Fragment)
- Mailand, Ospedale Maggiore
  - Bildnis eines Mannes.
- Mailand, Pinacoteca Ambrosiana
  - Die Kreuztragung Christi.
  - Christi Abschied von Maria.
- Mailand, Pinacoteca di Brera
  - Pala von San Gottardo. um 1517/18
  - Die Kreuzabnahme Christi mit den Heiligen Hieronymus, Johannes der Täufer und zwei Stiftern.
  - Maria mit dem Kinde und Engeln. (Fragment)
  - Bildnis eines Mannes mit schwarzem Hut.
- Mailand, Verschiedene Privatsammlungen
  - Judith.
  - Maria mit dem Kinde und den Heiligen Antonius und Hieronymus.
- Marseille, Musée des Beaux-Arts
  - Die Heiligen Rochus, Sebastian und Margarethe
- Modena, Galleria Estense
  - Bildnis einer jungen Frau (Violante).
- München, Alte Pinakothek
  - Maria mit dem Kinde, dem heiligen Antonius und dem Johannesknaben.
- Oslo Nasjonalgalleriet
  - Bildnis eines alten Mannes.
- Ottawa, National Gallery of Canada
  - Bildnis des Giovanni Antonio Caravaggi. um 1522
- Paris, Musée National du Louvre
  - Doppelbildnis zweier Männer.
  - Maria mit dem Kinde und dem heiligen Sebastian.
- Paris, Sammlung Sève
  - Das Konzert
- Raleigh, North Carolina Museum of Art
  - Bildnis eines Mannes.
- Rom, Galleria Borghese
  - Maria mit dem Kinde und dem heiligen Petrus.
- Rom, Galleria Nazionale di Palazzo Barberini
  - Maria mit dem Kinde, der heiligen Elisabeth und dem Johannesknaben (Madonna cucitrice).
  - Bildnis eines Stifters. (Fragment)
- Rom, Verschiedene Privatsammlungen
  - Kreuztragender Christus.
  - Bildnis des Bartolomeo Serafini.
- Rovigo, San Francesco
  - Maria mit dem Kinde, dem heiligen Antonius von Padua und einem Stifter.
- San Francisco, Fine Arts Museum
  - Bildnis eines Mannes mit Buch.
- St. Petersburg; Eremitage
  - Allegorie (La seduzione). um 1515/16
- Strasbourg, Musée des Beaux-Arts
  - Bildnis eines Mannes.
  - Der Lautenspieler.
- Turin, Galleria Sabauda
  - Bildnis eines Mannes.
- Tulsa (Oklahoma), Philbrook Art Center
  - Bildnis eines Mannes mit Brief.
- Venedig, Gallerie dell’Accademia
  - Bildnis eines Mannes im Pelz (Gabriele Vendramin?). 1526
  - Maria mit dem Kinde und den Heiligen Johannes der Täufer und Katharina.
  - Sacra Conversazione.
- Venedig, Collezione privata
  - Maria mit dem Kinde, den Heiligen Antonius von Padua, Katharina und drei Stiftern.
- Vicenza, Museo Civico
  - Die Heilige Familie mit der heiligen Katharina.
- Warschau, Muzeum Narodowe
  - Das Konzert.
- Washington, National Gallery of Art
  - Das Konzert. um 1518 – 1520
- Wien, Kunsthistorisches Museum
  - Drehleierspielender Dichter und junge Frau. um 1520 (zugeschrieben)
  - Die Heimsuchung Mariae. um 1524/25
  - Bildnis einer Frau in gestreiften Kleid. um 1530 – 1535 (zugeschrieben)
  - Bildnis eines Nürnberger Patriziers. um 1536/37
- Verbleib unbekannt
  - Allegorie. (ehemals Assisi, Collezione Mason Perkins)
  - Kreuztragender Christus und die heilige Veronika (ehemals Bergamo, Collezione Pelliccioli)
  - Der heilige Hieronymus (ehemals Bergamo Collezione Suida)
  - Die heilige Maria Magdalena. (ehemals Charlbury, Collection Buller)
  - Maria mit dem Kinde und den Heiligen Hieronymus und Augustinus. (ehemals London, Collection Hurt)
  - Die Anbetung der Hirten. (ehemals London, Collection Sackville)
  - Allegorie des Sommers. (ehemals Rom, Collezione E. Zocca)
  - Der heilige Jacobus Major. (ehemals venedig, Colleziona Pietro Scarpa)
  - Die Bekehrung des Paulus. (am 11. Januar 1990 bei Sotheby’s in New York verkauft)
  - Bildnis eines Astronomen. (zugeschrieben – am 31. Januar 1997 bei Christies in New York verkauft)